# 군북중학교
군북중학교(郡北中學校)는 대한민국 경상남도 함안군 군북면 덕대리에 있는 사립 중학교이다.

## 운동부
- 경남 FC 산하 U-15 축구팀이 있다.

## 학교 연혁
- 1951년 8월 30일 : 향촌 윤효량 박사가 무지, 빈곤, 질병의 타파라는 건학 이념으로 군내 4개의 고등학교와 5개의 중학교를 설립
- 1952년 1월 19일 : 군북중학교 설립인가(6학급)
- 1992년 3월 1일 : 제4대 윤정숙 이사장 취임
- 2008년 3월 1일 : 학칙변경 인가(6학급)
- 2022년 2월 11일 : 제71회 졸업(졸업생 총계 12,413명)
- 2022년 3월 1일 : 제27대 이재옥 교장 취임

## 참고 자료
- 군북중학교 - 한국교육학술정보원 학교알리미